# Fazil Iskander

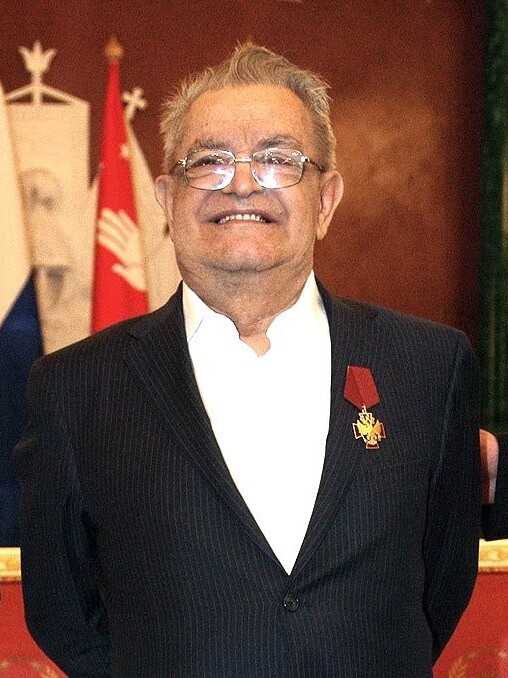
Fazil Iskander, 2010

Fazil Abdoelovitsj Iskander (Russisch: Фазиль Абдулович Искандер) (Soechoemi, 6 maart 1929 – Moskou, 31 juli 2016) was een Russisch schrijver en dichter van Abchazische afkomst.

## Werk
Kenmerkend voor het werk van Iskander, vaak korte verhalen, is de ironische toon, de humor en een groot stilistisch vermogen. Een mooi voorbeeld is Het sterrenbeeld Geitegems (1966, in Nederland verschenen in de reeks Russische Miniaturen). Daarin drijft hij lustig de spot met allerlei campagnes in de landbouw, in concreto de poging om een hybride tot stand te brengen tussen een geit en een steenbok. Iedereen is vol verwachting van de in het vooruitzicht gestelde voordelen van de kruising, maar net als in Gogols wereld van bedrog komt de ontnuchtering aan als een donderslag.

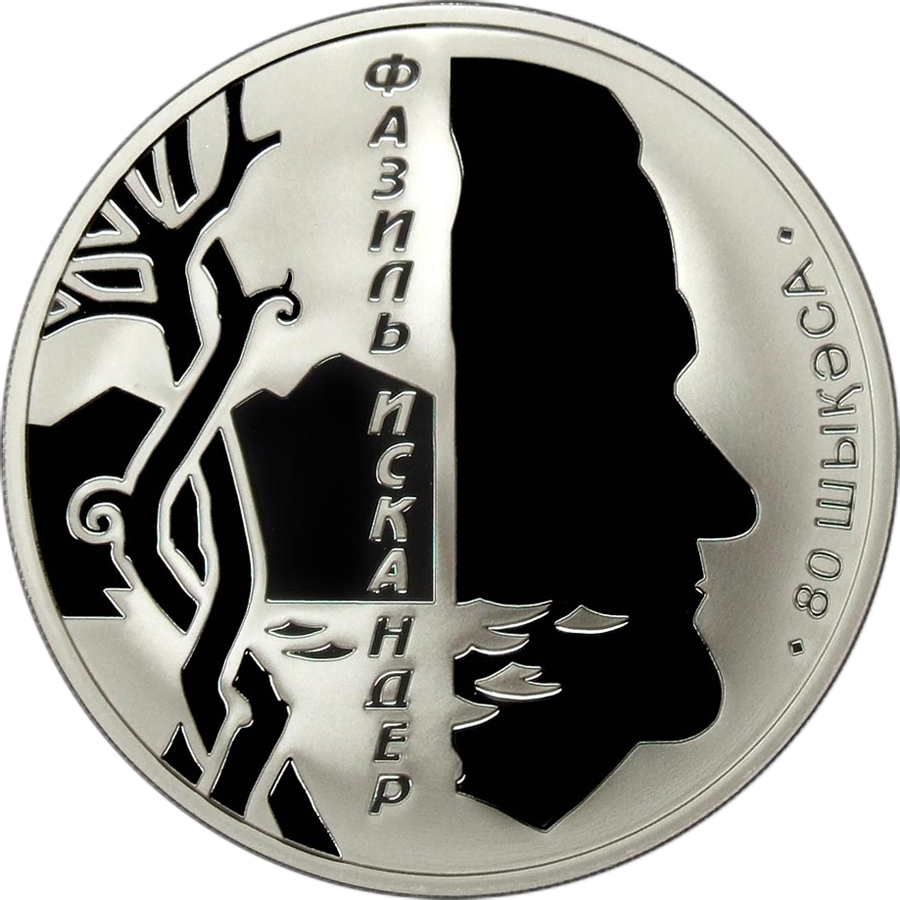
herinneringsmunt, Iskander 80 jaar

Bekende verhalenbundels van Iskander zijn Oom Sandro uit Tsjegem (1963) en Verhalen uit de Kaukasus (1991).

## Politieke standpunten
Iskander staat te boek als een van de meest vooraanstaande personen uit Abchazië. Met het oog op de situatie daar spreekt hij met regelmaat zijn afkeer uit over separatisme en etnische conflicten. Zijn standpunten hebben grote invloed op het politieke debat over Abchazië, daarbinnen zowel als daarbuiten.
Iskander leefde in Moskou.